# 1490
1490 (MCDXC) var ett normalår som började en lördag i den julianska kalendern.

## Händelser

### Augusti
- 10 augusti – Helgoland blir en del av Holstein-Gottorp.[1]

### Okänt datum
- Guru Nanak Dev grundar sikhismen såväl som staden Amritsar i Indien.

## Födda
- Början av oktober – Olaus Magnus, svensk präst, historiker och titulärärkebiskop i exil i Rom 1544–1557 (född i Skänninge).
- Vittoria Colonna, italiensk poet.
- Dyveke Sigbritsdatter, älskarinna till Kristian II.
- Properzia de' Rossi, italiensk skulptör.
- María de Toledo, vicedrottning och regent i Santo Domingo.
- Argula von Grumbach, tysk författare och protestantisk reformator.

## Avlidna
- Ture Turesson (Bielke), svensk riddare och riksråd, marsk 1457–1464 (död omkring detta år).
- Johanna av Portugal, prinsessa.

### Fotnoter
1. ↑  World Statesmen (läst 3 april 2011)